# Лего. Фильм 2
«Лего. Фильм 2» (англ. The Lego Movie 2: The Second Part) — полнометражный компьютерный анимационный фильм 2019 года с элементами мюзикла, продолжение «Лего. Фильма». Действие происходит спустя 5 лет после первого фильма. Сценаристы Фил Лорд и Кристофер Миллер вернулись к написанию сценария.

## Сюжет
В реальном мире, Человек сверху говорит своему сыну, Финну, что пригласил сестру присоединиться к их игре с кирпичами LEGO незадолго до того, как уходят на ужин. Медленные инопланетные космические корабли медленно приближаются к Кирпичграду, вылетая из освещённого дверного проёма, сверкая разноцветными огнями.
Команда Великих мастеров наслаждается спокойствием после сражения с микроменеджерами Лорда Бизнеса, и в этот момент перед ними из корабля на землю спускаются три пришельца-гиганта с планеты DUPLO. Мастера готовы защищаться, но Эммет останавливает их и предлагает пришельцам мир в виде собранного из кирпичиков сердца. На миг кажется, что пришельцы согласны с ним, но один из них сгрызает подарок, детали которого улетают на корабль. Пришельцы требуют больше кубиков, и Люся бросается на них с молотом в руках. Удар всего лишь сбивает цветочек с головы одного, и пришельцы заливаются рыданиями, разрушающими стёкла в окнах небоскрёбов. В город выходит множество захватчиков с требованием поиграть с ними, и герои дают им отпор, но, как только Кирпичград был восстановлен, пришельцы вернулись снова в поисках новых деталей.
За пять лет жители оставили развалины Кирпичграда и построили себе новый, полный суровости и мрачности Апокалипсград — город, в котором все обитатели вынуждены бороться за выживание. Один только Эммет по-прежнему покупает дорогой кофе в знакомой кофейне и радостно здоровается с каждым встречным под звучащую в наушниках песню «Всё у нас прекрасно». Застав Люсю на обрушенной Статуе Свободы, Эммет рассказывает ей о своём ночном кошмаре, в которым были дельфин в цилиндре с часами, указывающими на 5:15, Бэтмен в блёстках, говорящий пломбир, а потом Апокалипсград вместе со всеми жителями погружается в чёрную дыру (что называется Армамагедон). Закончив рассказ, Эммет ведёт Люсю в их новый яркий и цветной домик, но она боится того, что из-за него пришельцы снова вернутся, и просит Эммета повзрослеть.
Внезапно на небе появляется падающая звезда, привлекающая внимание Эммета. Люся приглядывается и понимает, что на самом деле это — неизвестный корабль, и зовёт Кисоньку на помощь. Втроём герои подбираются ближе и попадают в поле зрения корабля, обстреливающего их взрывающимися сердечками и звёздочками. Корабль не отстаёт от них до города, и в погоне Эммет врезается в домик. Кисонька предупреждает об угрозе Бэтмена, а тот — жителей Апокалипсграда, но враг без усилий уничтожает защитные машины, и жителям приходится бежать в Бэтпещеру. Герои едва успевают добраться до закрывающихся ворот, а одна из бомб-звёздочек — нет; жалостливый Эммет открывает двери, чтобы она выбралась, но внутрь проникает пилот корабля генерал Катавасия и требует привести ей лидера. Все герои спорят, кому следует говорить, и Эммет пытается их успокоить, но Катавасия не признаёт в нём лидера и забирает остальных на свадебную церемонию в 5:15. Корабль улетает, а Эммету приходит видение из реального мира. После этого Эммет понимает, что его сон про Армамагедон на самом деле был видением.
Генерал Катавасия приводит захваченных героев во дворец, где говорящая мороженка представляет им королеву Многолику Прекрасную. Перед ними предстаёт девушка в короне верхом на разноцветной лошади, но девушка оказывается простой служанкой, а лошадь приветствует героев и объясняет, что она может менять свой облик. Люся требует отпустить их, но Многолика просит их поучаствовать в свадебной церемонии между ней самой и Бэтменом. Герои отказываются помогать ей, и их отправляют на подготовку к церемонии, где они мгновенно соглашаются на расслабляющие процедуры. Только Люся недовольна изменением, пока с её волос не смывается чёрная краска, скрывающая голубой и розовый цвета. Люсю бросают в комнату с динамиками, из которых без конца гремит прилипчивая попсовая песня, уже захватившая её друзей, но Люся сбегает от неё в вентиляцию.
Эммет не находит поддержки в Апокалипсграде, и он отправляется в Подруженскую систему в одиночку, перестроив разрушенный домик в звездолёт. Эммет проходит через Ступенчатые врата и почти разбивается в поле астероидов, но оказывается спасён фигуркой в шлеме. Фигурка по имени Рэкс Бронежилет заводит Эммета на свой корабль Рэксельсиор и предостерегает его от опасности Подруженской системы: Рэкс был выброшен в планете Пылесбор в системе Зазор-под-стиралкой без выхода и помощи. Рэкс узнаёт в Эммете героя битвы против Лорда Бизнеса и Человека сверху и соглашается помочь ему.
Исследуя Подруженскую систему в поисках друзей, Рэкс и Эммет высаживаются на тёмную мерцающую планету и попадают в засаду живых растений, из которой они спасаются с помощью разрушительного удара Рэкса, разогнавшего хищников. Бронежилет объясняет, что для спасения друзей Эммет должен узнать отрицательные, взрослые эмоции, и неожиданно видит вдалеке горящий фонарь. Свет приводит их в идеальный городок, где Эммет с удивлением обнаруживает вполне удовлетворённую Лигу справедливости в дружбе с Лексом Лютором. Обитатели города-гармонии распевают прилипчивую песню, и Рэкс находит способ выбраться, но это должен сделать Эммет. Рэкс доводит Эммета до злости, и тот в ярости со стремительным прыжком пробивает дыру в земле на другую планету.
Спрыгнув вниз, Эммет и Рэкс приземляются на огромной свалке кирпичиков — планета оказалась домом пришельцев DUPLO. Попав на поезд, везущий детали на свадьбу, они встречаются с Люсей и направляются в Храм космоса. Поезд привозит их на фабрику, где строится свадебный торт для церемонии; изучив схему храма, Люся уходит в развлекательный центр отключить контроль музыки, Рэкс возвращается на корабль, а Эммет пробирается на поверхность торта. Люся проходит в командный центр и хочет остановить музыку, но Катавасия защищает устройство и блокирует брошенную бомбу, едва не упав в пропасть. Немного поколебавшись, Люся вытаскивает потерявшую шлем Катавасию, прислушивается к её просьбе подружиться и понимает, что они не хотели их уничтожать и задаётся вопросом: «Если не вы, тогда кто же злодей?».
Встретившись с Бэтменом, Многолике потребовалось только вызвать зависть к Супермену, чтобы Брюс сам тут же согласился на свадьбу. Вдвоём они появляются на вершине свадебного торта, и ведущий церемонии Мороженка представляет зрителям истинную форму Многолики — сердце, подаренное Эмметом пять лет назад. Рэкс убеждает Эммета, что ему не нужны друзья, Люсе промыли мозги и он сам способен справиться с делом. Принявшая сторону Катавасии Люся видит бегущего к вершине Эммета и пытается остановить его, говоря, что когда-то у неё были цветные волосы и ей нравилась песня «Всё у нас прекрасно», что она специально закрасила волосы маркером, чтобы все думали, что она крутая и взрослая, и попыталась превратить Эммета в кого-то другого, но ошибалась и говорит, что любит его прежнего, доброго, открытого, милого, но Эммет не верит ей, говоря, что настоящая Люся не сказала бы так, и разбивает торт.
Все участники свадьбы заливаются слезами, растерянного Эммета забирает Рэкс, а Люсю выбрасывает в реальный мир, где она видит Финна, забирающего Рэксельсиор, и обломки торта сестры. На шум приходит мать Финна и Бьянки и приказывает убрать все детали в ящики для хранения. Финн сваливает отломанные куски Апокалипсграда в ящик, и фигурки с криком падают в бездну — Армамагедон настал.
На корабле Рэкс раскрывает, что он является Эмметом из будущего: потерпев крушение в поле астероидов, он оказался забытым в системе Пылесбор и почерствел, чтобы выбраться; затем бывший Эммет подобрал себе новую причёску и жилет, а также изменил внешность и имя, после чего собрал свою машину времени, переместился в прошлое, где собрал себе команду из велоцирапторов и вернулся в момент, когда его нужно было спасти от астероидов. Нынешний Эммет отказывается становиться Рэксом, и тот отправляет его в Пылесбор.
Люся призывает брошенные фигурки не унывать и надеяться, и Финн возвращается к ящику. Достав нужные детали, он возвращает Бьянке сердце-Многолику, а фигурки оживают и строят флот для битвы с Бронежилетом. Рэкс собирается добить Эммета, но тот поднимается и утверждает, что Рэкс неправ. Бронежилет угрожает вернуться в прошлое и попробовать всё заново, но подоспевшая Люся взрывает перемещающее устройство. Рэкс видит Люсю и Эммета вместе, говорит им, что теперь Эммет не станет им, а это значит, что Рэкс теперь не существует и исчезает из реальности, в конце соглашаясь с Эмметом.
На шум снаружи во двор дома выходит мама, и видит играющих вместе Финна и Бьянку. Эммет и Люся возвращаются в отстроенный заново домик в объединённом Подружкапокалипсграде, и Эммет находит оригинальный альбом «Всё у нас прекрасно» с Люсей на обложке.

## Озвучивание
| Актёр           | Роль                                |
| --------------- | ----------------------------------- |
| Крис Прэтт      | Эммет Блоковски / Рекс Бронежилет   |
| Элизабет Бэнкс  | Дикарка / Люся                      |
| Уилл Арнетт     | Брюс Уэйн / Бэтмен                  |
| Ник Офферман    | Железная Борода                     |
| Тиффани Хэддиш  | Королева Многолика Прекрасная       |
| Стефани Беатрис | Генерал Мими Катавасия              |
| Элисон Бри      | Кисонька                            |
| Чарли Дэй       | Бенни                               |
| Уилл Феррелл    | Президент Бизнес / Тот, кто наверху |
| Джейдон Сэнд    | Финн                                |
| Бруклин Принс   | Бьянка                              |
| Майя Рудольф    | Мать                                |
| Ченнинг Татум   | Супермен                            |
| Ричард Айоади   | Мороженое                           |
| Джона Хилл      | Зелёный фонарь                      |
| Коби Смолдерс   | Чудо-женщина                        |
| Джейсон Момоа   | Аквамен                             |
| Айк Баринхолц   | Лекс Лютор                          |
| Рэйф Файнс      | Альфред Пенниуорт                   |
| Уилл Форте      | Авраам Линкольн                     |
| Брюс Уиллис     | Брюс Уиллис                         |

## Разработка
Разработка второй части «Лего Фильма» началась ещё до выхода оригинала, в феврале 2014 года, с прикреплёнными сценаристами Джаредом Штерном и Мишель Морган и датой выхода 26 мая 2017 года, но фильму пришлось уступить место режиссёра Криса Маккея сольному фильму о Бэтмене, а пост Маккея занял Роб Шраб, позже заменённый Майком Митчеллом из-за творческих разногласий. К работе над сиквелом вернулись сценаристы оригинального фильма Кристофер Миллер и Фил Лорд при участии Рафаэля Боб-Уоксберга. По их словам, фильм представит более «странную, антиутопичную версию» ЛЕГО-мира и продолжит развитие идеи противостояния Финна и его сестры; продюсер Крис Маккей добавил, что «Лего. Фильм 2» станет мюзиклом, полным космического экшна. В апреле 2015 года фильм был перенесён на 18 мая 2018 года, а затем, в июне 2016 года, на 8 февраля 2019 года.
Производство фильма началось 2 октября 2017 года. 21 мая 2018 года Twitter-аккаунт фильма опубликовал первое изображение логотипа фильма с уточнённым названием The Lego Movie 2: The Second Part. 4 июня в сеть был выложен первый постер фильма, представивший основной состав персонажей, а на следующий день в сети появился первый трейлер фильма.

## Маркетинг и релиз
Маркетинговая кампания обошлась в 100 миллионов долларов. Партнёрами по продвижению были Chevrolet, Chiquita, McDonald’s, Discover Card и Turkish Airlines.
4 июня 2018 года был опубликован первый постер, а на следующий день, 5 июня, на официальном канале Warner Bros. Pictures — тизер-трейлер предстоящего фильма.
Мировая премьера фильма состоялась 2 февраля 2019 года в театре Regency Village Theater в Лос-Анджелесе.
Warner Bros. Home Entertainment выпустила мультфильм для цифровой загрузки 16 апреля 2019 года, а 7 мая в комбинированных форматах DVD и Blu-ray.
В России картина вышла в прокат 7 февраля 2019 года, в США — 8 февраля 2019 года.

## Критика
Фильм получил положительные оценки критиков. На сайте Rotten Tomatoes у него 84 % положительных рецензий на основе 300 отзывов со средней оценкой 7 из 10. На Metacritic — 65 баллов из 100 на основе 52 рецензий.

## Будущее
После неутешительных кассовых сборов «Лего. Фильма 2» Warner Bros. потеряла права на франшизу и на дальнейшее создание сиквелов. Впоследствии они перешли к компании Universal Pictures с несколькими ранее запланированными спин-оффами, всё ещё находящимися на стадии разработки, и перезапуском первого «Лего. Фильма».